# Denis de Bragance, Comte de Lemos
Denis de Bragance (1481-1516) (ou Denis de Castro Portugal) est le fils cadet de Ferdinand II, duc de Bragance et d'Isabelle de Viseu, fille de l'infant Ferdinand, duc de Viseu et de Béatrice de Portugal.

## Mariage et descendance
Il épousa Béatrice de Castro Osório, 3e comtesse de Lemos, en 1501, et prit le nom et les armes de sa lignée pour l'empêcher de s'éteindre. Parmi leurs descendants figurent donc la maison de Castro, les futurs ducs de Bragance et Jean IV du Portugal.
Denis et Béatrice ont eu quatre enfants :
- Ferdinand "Ruiz" de Castro y Portugal (1505-1575), 1er marquis de Sarria, 4e comte de Lemos
- Leonor de Portugal, mariée avec Diego de Ribadavia
- Alphonse de Lencastre (Afonso de Portugal), mort vers 1570, marié avec Jerónima de Noronha
- Isabelle de Lencastre (Isabel de Portugal, 1514-1558), qui épousa son cousin Téodose Ier, 5e duc de Bragance (en) (D. Teodosio I, duque de Bragança)
- Antonia de Portugal, mariée avec Alvarez Coutinho
- Pedro de Portugal, évêque de Cuenca
- Méncia de Lencastre (Méncia de Portugal), morte en 1558, mariée avec René, comte de Challant (mort en 1565), maréchal de Savoie
- Constantia de Portugal, religieuse